# Російсько-турецькі війни
Росі́йсько-туре́цькі ві́йни, Московсько-турецькі війни,  Російсько-османські війни — одинадцять військових конфліктів між Московським Царством, а згодом Російською імперією , та Османською імперією в XVI—XIX століттях. Воєнні дії в Закавказзі в ході Першої світової війни можна вважати 12-ю російсько-турецькою війною.
Здебільшого війни йшли за контроль над Україною і Чорним морем та його суміжними регіонами. У загальному рахунку російсько-турецькі війни охоплюють період 350 років із загальною тривалістю 44 роки. У середньому, одну російсько-турецьку війну від іншої відокремлювало 28 років. Російсько-турецькі війни стали однією з головних причин занепаду і розвалу обох імперій.
- Московсько-турецька війна (1568—1570)
- Московсько-турецька війна (1676—1681)
- Московсько-турецька війна (1686—1700) (Велика турецька війна)
- Московсько-турецька війна (1710—1713) (Велика Північна війна)
- Російсько-турецька війна (1735—1739)
- Російсько-турецька війна (1768—1774)
- Російсько-турецька війна (1787—1792)
- Російсько-турецька війна (1806—1812)
- Російсько-турецька війна (1828—1829)
- Російсько-турецька війна (1853—1856) (Кримська війна)
- Російсько-турецька війна (1877—1878)
- Російсько-турецька війна (1914—1918) (Перша світова війна)